# Vital João Geraldo Wilderink
Vital João Geraldo Wilderink (Deventer, 30 novembre 1931 – Rio Claro, 11 giugno 2014) è stato un vescovo cattolico olandese naturalizzato brasiliano.

## Biografia
Vital João Geraldo Wilderink nacque a Deventer il 30 novembre 1931.

### Formazione e ministero sacerdotale
Compì i primi studi nella sua cittadina natale dal 1939 al 1944 e quelli secondari a Zenderen e a Itu, in Brasile, dal 1945 al 1950.
Entrato nell'Ordine della Beata Vergine del Monte Carmelo, studiò filosofia a San Paolo dal 1952 al 1954 e teologia a Roma dal 1954 al 1958.
Il 7 luglio 1957 fu ordinato presbitero a Roma. Nel 1960 conseguì il dottorato in teologia presso il Pontificio istituto internazionale Angelicum a Roma. In seguito fu professore di teologia al Collegio internazionale dei carmelitani e alla Pontificia facoltà teologica Teresianum a Roma dal 1963 al 1965 e poi direttore del Dipartimento di promozione della vita religiosa presso la Conferenza dei religiosi del Brasile.

### Ministero episcopale
Il 5 giugno 1978 papa Paolo VI lo nominò vescovo ausiliare di Barra do Piraí-Volta Redonda e titolare di Giunca di Bizacena. Ricevette l'ordinazione episcopale il 13 agosto successivo nella concattedrale di Nostra Signora della Grazia a Volta Redonda dal vescovo di Barra do Piraí-Volta Redonda Waldyr Calheiros Novaes (de Novais), co-consacranti il vescovo di Nova Iguaçu Adriano Mandarino Hypólito e quello di Itabira Mário Teixeira Gurgel. Prestò servizio come vicario episcopale di Angra dos Reis e Itaguaí dal 1978 al 1980.
Il 21 aprile 1980 papa Giovanni Paolo II lo nominò primo vescovo della diocesi di Itaguaí.
Fu presidente della commissione per la pastorale della terra della Conferenza episcopale regionale Leste 1 (Rio de Janeiro), membro della commissione per la dottrina e della commissione per la pastorale e la catechesi biblica della Conferenza nazionale dei vescovi del Brasile dal 1991 al 1994 e membro del dipartimento per la catechesi del Consiglio episcopale latinoamericano.
Il 7 agosto 1998 accettò la sua rinuncia al governo pastorale della diocesi.
Morì nel tardo pomeriggio dell'11 giugno 2014 vittima di un incidente d'auto avvenuto sulla strada per Lídice. Si stava recando all'eremo di Fonte de Elias, in cima al Rio das Pedras, nelle montagne di Lídice, un distretto del comune di Rio Claro, quando la sua Toyota cadde per 300 metri in un dirupo, in un luogo di difficile accesso. Con lui c'erano Nerair Souza Gomes, anch'essa morta, Divineia Souza e Iza Maria Ignacio, che sopravvissero e furono portate alla Santa Casa de Barra Mansa. Le due salme vennero recuperate solo intorno alle 2:30 del giorno successivo, per essere portati all'Istituto medico legale di Angra dos Reis. Le esequie si tennero il 12 giugno alle ore 18 nella cattedrale di San Francesco Saverio a Itaguaí e furono presiedute dal cardinale Orani João Tempesta, arcivescovo metropolita di Rio de Janeiro. Erano presenti anche il vescovo di Itaguaí José Ubiratan Lopes, il vescovo di Nova Iguaçu Luciano Bergamin, vescovo di Duque de Caxias Tarcísio Nascentes dos Santos, il vescovo di Barra do Piraí-Volta Redonda Francesco Biasin, il vescovo di Nova Friburgo Edney Gouvêa Mattoso, il vescovo emerito di Valença Elias James Manning, dei vescovi ausiliari di Rio de Janeiro, di numerosi frati carmelitani, delle autorità e di centinaia di fedeli di varie diocesi.

## Genealogia episcopale
La genealogia episcopale è:
- Cardinale Scipione Rebiba
- Cardinale Giulio Antonio Santori
- Cardinale Girolamo Bernerio, O.P.
- Arcivescovo Galeazzo Sanvitale
- Cardinale Ludovico Ludovisi
- Cardinale Luigi Caetani
- Cardinale Ulderico Carpegna
- Cardinale Paluzzo Paluzzi Altieri degli Albertoni
- Papa Benedetto XIII
- Papa Benedetto XIV
- Cardinale Enrico Enriquez
- Arcivescovo Manuel Quintano Bonifaz
- Cardinale Buenaventura Córdoba Espinosa de la Cerda
- Cardinale Giuseppe Maria Doria Pamphilj
- Papa Pio VIII
- Papa Pio IX
- Cardinale Alessandro Franchi
- Cardinale Giovanni Simeoni
- Cardinale Antonio Agliardi
- Cardinale Basilio Pompilj
- Arcivescovo Joaquim Domingues de Oliveira
- Cardinale Jaime de Barros Câmara
- Vescovo Waldyr Calheiros Novaes (de Novais)
- Vescovo Vital João Geraldo Wilderink, O.Carm.